# Federazione di baseball e softball della Francia
La Federazione francese di baseball e softball (fra. Fédération Française de Baseball et de Softball) è un'organizzazione fondata nel 1924 per governare la pratica del baseball e del softball in Francia.
Organizza il campionato maschile e di softball femminile, e pone sotto la propria egida la nazionale maschile e di softball femminile.